# Michel Kreder
Michel Kreder (L'Aia, 15 agosto 1987) è un ex ciclista su strada e pistard olandese, professionista dal 2010 al 2019.

## Palmarès

### Strada
- 2004 (Juniores)

Grand Prix Bati-Metallo
Wortegem Koerse
2ª tappa Route de l'Avenir
3ª tappa Grand Prix Rüebliland (Dintikon > Dintikon)
- 2005 (Juniores)

Route de l'Avenir - Souvenir Caput
2ª tappa Trophée Centre Morbihan (Réguiny > Réguiny, cronometro)
4ª tappa Giro della Toscana Juniores (Cerbaia > Cerbaia)
- 2007 (Unibet-Davo, una vittoria)

4ª tappa Internationale Thüringen Rundfahrt (Bad Salzungen > Schönbrunn)
- 2008 (Unibet-Davo, due vittorie)

3ª tappa Circuito Montañés (Santoña > Maliaño)
1ª tappa Tour Alsace (Strasburgo > Bischoffsheim)
- 2009 (Rabobank Continental, due vittorie)

4ª tappa Circuit de Lorraine (Bruyères > Forbach)
1ª tappa Circuito Montañés (Santander > Maliaño)
- 2011 (Team Garmin-Cervélo, una vittoria)

2ª tappa, 1ª semitappa Circuit de la Sarthe (Saint-Mars-la-Jaille > Angers)
- 2012 (Team Garmin-Barracuda, tre vittorie)

2ª tappa Tour Méditerranéen (Salon-de-Provence > Martigues)
3ª tappa Tour Méditerranéen (La Londe-les-Maures > La Londe-les-Maures)
2ª tappa, 1ª semitappa Circuit de la Sarthe (Riaillé > Angers)
- 2013 (Garmin Sharp, una vittoria)

4ª tappa Quatre Jours de Dunkerque (Lens > Olhain)

#### Altri successi
- 2012 (Team Garmin-Barracuda)

Classifica giovani Tour Méditerranéen

### Pista
- 2004 (Juniores)

Campionati olandesi, Corsa a punti Juniors
- 2012

Campionati olandesi, Americana (con Raymond Kreder)
- 2016

Campionati olandesi, Corsa a punti

## Piazzamenti

### Grandi Giri
- Vuelta a España

2010: 152º
2012: 96º
2013: ritirato (14ª tappa)
2017: 128º

### Classiche monumento
- Giro delle Fiandre

2016: 115º
- Liegi-Bastogne-Liegi

2010: ritirato
2012: ritirato
2013: 83º
2014: ritirato
2016: ritirato
2017: 143º
- Giro di Lombardia

2010: ritirato
2013: ritirato

### Competizioni mondiali
- Campionati mondiali

Verona 2004 - In linea Junior: 71º
Salisburgo 2005 - In linea Junior: 28º
Varese 2008 - In linea Under-23: 107º
Mendrisio 2009 - In linea Under-23: 33º

### Competizioni europee
- Campionati europei

Sofia 2007 - In linea Under-23: 13º